# Accounts of Chemical Research
Accounts of Chemical Research (nach ISO 4-Standard in Literaturzitaten mit Acc. Chem. Res. abgekürzt) ist eine derzeit zweimal im Monat erscheinende Peer-Review-Fachzeitschrift, die von der American Chemical Society herausgegeben wird. Die Erstausgabe erschien im Januar 1968. Die veröffentlichten Artikel stellen kurze und prägnante Übersichtsartikel zu Themen aus der chemischen und biochemischen Grundlagen- oder anwendungsorientierten Forschung dar.
Der Impact Factor lag im Jahr 2021 bei 24,466. Nach der Statistik des ISI Web of Knowledge wurde das Journal 2016 in der Kategorie multidisziplinäre Chemie an fünfter Stelle von 166 Zeitschriften geführt.
Chefredakteurin ist Cynthia J. Burrows von der University of Utah in Salt Lake City (USA).